# César Pezzuoli
César Pezzuoli (São Paulo, 09 de fevereiro 1954) é um ator brasileiro.

## Filmografia

### Televisão
| Ano  | Título                   | Papel                   | Nota               |
| ---- | ------------------------ | ----------------------- | ------------------ |
| 2024 | Estranho Amor            | Wilson Braga            |                    |
| 2022 | Reis                     | Sobal                   | Fase: "A Decepção" |
| 2019 | Topíssima                | Walter                  |                    |
| 2018 | Z4                       | Alfredo Alegria         |                    |
| 2018 | Jesus                    | Saul                    | [ 2 ] [ 3 ]        |
| 2017 | O Rico e Lázaro          | Zabaia                  | [ 4 ] [ 5 ]        |
| 2016 | Escrava Mãe              | Nestor Soares           | [ 6 ]              |
| 2014 | Vitória                  | Manuel Nogueira (Manel) | [ 7 ]              |
| 2011 | Vidas em Jogo            | Dr. Guilherme           | [ 8 ]              |
| 2009 | Vende-se um Véu de Noiva | Paulo                   |                    |
| 2008 | Revelação                | Elias Mattos            | [ 9 ]              |
| 2007 | Maria Esperança          | Alberto Medeiros        | [ 10 ]             |
| 2005 | Os Ricos Também Choram   | Salgado                 |                    |
| 2004 | Seus Olhos               | Mauro                   |                    |
| 2003 | Jamais te Esquecerei     | Justo                   |                    |
| 2002 | Marisol                  | Diego                   |                    |
| 2000 | Malhação                 | Policial Enrique Simões |                    |
| 1998 | Chiquititas              | Rogério                 |                    |
| 1997 | O Olho da Terra          | Alberto                 |                    |
| 1995 | Irmãos Coragem           | Laport                  |                    |
| 1991 | O Fantasma da Ópera      | Dr.Machado              |                    |
| 1991 | O Portador               | Dênis                   |                    |
| 1991 | Salomé                   | Ivan                    |                    |
| 1984 | Viver a Vida             | Moreno/Gil              |                    |
| 1981 | Viva o Gordo             | Valdo                   |                    |

### Cinema
| Ano  | Título                      | Papel       |
| ---- | --------------------------- | ----------- |
| 1981 | Pixote, a Lei do Mais Fraco | Homem Jovem |